# Johan Christoffer Stuart
Johan Christoffer Stuart, född omkring 1655, död efter 1715, var en svensk militär.
Stuart blev officer 1675, kapten vid Alexander Erskines bataljon 1679 och major 1689. Han var från 1707 kommendant och från 1713 överkommendant i Stettin och chef för Riksänkedrottningens livregemente till fot 1707–1715. Han blev generalmajor 1711, men lämnade 1715 sin tjänst och vidare öden är okända.